# Bataille de Fort Henry
Guerre de Sécession
Batailles
Campagne de Shiloh
- Belmont
- Fort Henry
- Fort Donelson
- Shiloh
- Corinth

La  bataille de Fort Henry est une bataille de la guerre de Sécession qui se déroula le 6 février 1862 sur la rivière Tennessee. Une force fluviale nordiste, la flottille de l'Ouest, commandée par A. H. Foote, bombarde et fait capituler un fort sudiste encerclé par les troupes du général Grant.
Il s'agit de la première victoire d'envergure pour l'Union et pour Grant sur le Théâtre occidental de la guerre de Sécession.
Ce combat est également le premier de l'histoire occidentale où une position fluviale ait été défendue par des mines submergées destinées à éventrer les navires assaillants.
Les 4 et 5 février 1862, Grant débarque deux divisions juste au nord de Fort Henry, sur le Tennessee. Son plan est de marcher sur Fort Henry le 6 février, pendant que celui-ci sera attaqué par les canonnières de l'US Navy commandées par l’amiral Andrew Hull Foote.
La situation géographique défavorable du fort, presque complètement inondé par les crues, et l'efficacité du pilonnage naval poussent le brigadier-général Lloyd Tilghman, qui commande le fort, à se rendre à Foote avant même que les hommes de Grant ne soient arrivés sous ses murs. L'armée de Grant poursuit alors son offensive par voie de terre pour s'emparer de Fort Donelson, situé à une vingtaine de kilomètres de là, sur la rivière Cumberland.
La prise de Fort Henry donne à l'Union le contrôle du trafic fluvial sur le Tennessee, jusqu'au-delà de la frontière de l'Alabama. Les forces fédérales le prouvent en poussant, du 6 au 12 février, un raid naval en amont à l'aide de timberclads, détruisant sur leur passage les navires et des équipements confédérés.

## Contexte
Dans les premiers mois de la guerre de Sécession, au milieu des tensions entre les partisans de l'Union et ceux de la sécession, le Kentucky s'était officiellement déclaré neutre. Mais cette neutralité avait pris fin le 3 septembre 1861, quand le brigadier-général confédéré Gideon Pillow, suivant les ordres de Léonidas Polk s'était emparé de Colombus, une ville située à la frontière sud-ouest du Kentucky, sur le Mississippi. Ulysses S. Grant répliqua en occupant, avec les soldats de l'Union, la ville de Paducah, un nœud de communication ferroviaire et fluvial à l'embouchure du Tennessee.
Une législature rebelle se déclara le 18 novembre et, à la fin de l'année 1861, le Kentucky avait perdu à la fois sa neutralité et sa fonction de zone tampon et de protection du Tennessee. 35 000 soldats confédérés occupaient une bande au sud du Kentucky face à 50 000 fédéraux répartis dans le reste de l'État.
Début 1862, Albert Sidney Johnston commandait toutes les forces confédérées depuis l'Arkansas jusqu'au Cumberland Gap. Mais ses forces étaient étirées sur un front très étendu : son flanc gauche se trouvait à Columbus, avec Polk et ses 12 000 hommes, son flanc droit à Bowling Green, avec les 4 000 hommes du brigadier-général Simon Bolivar Buckner. Seuls deux forts, Fort Henry et Fort Donelson défendaient respectivement le cours du Tennessee et celui de la Cumberland. Si ces cours d'eau passaient sous contrôle fédéral, deux routes d'invasion directes s'ouvraient aux navires militaires de l'Union, vers le Tennessee et au-delà.

Principaux commandants à la bataille de Fort Henry
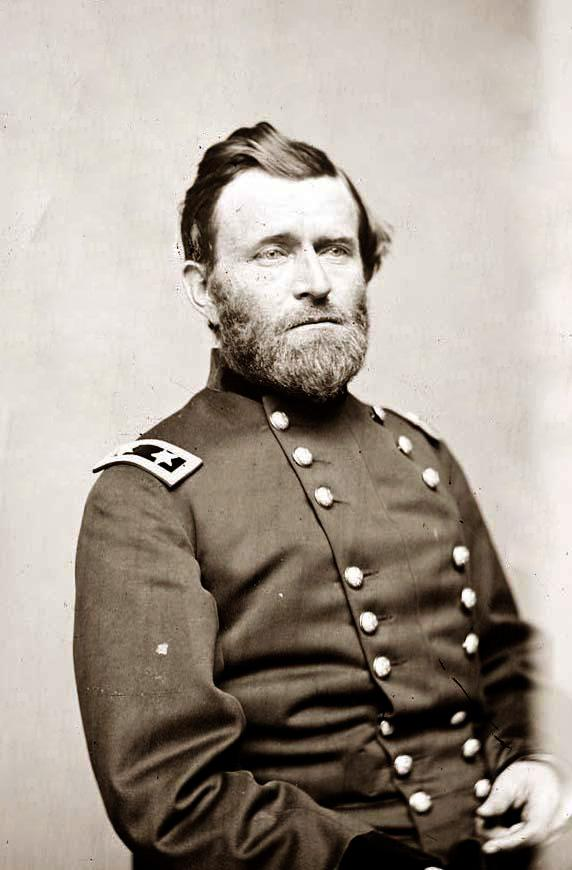
Brigadier-général Ulysses S. Grant, USA
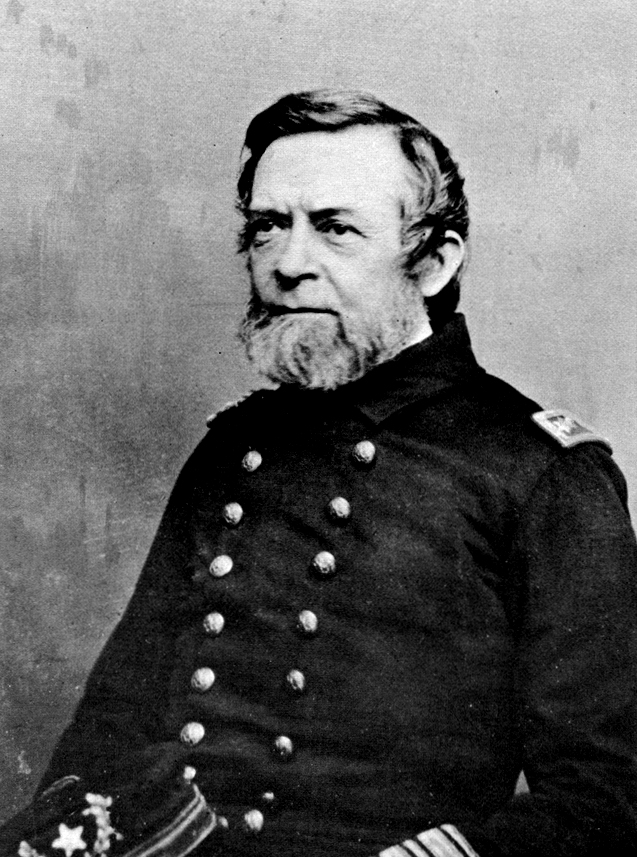
Flag officer Andrew Hull Foote, USN
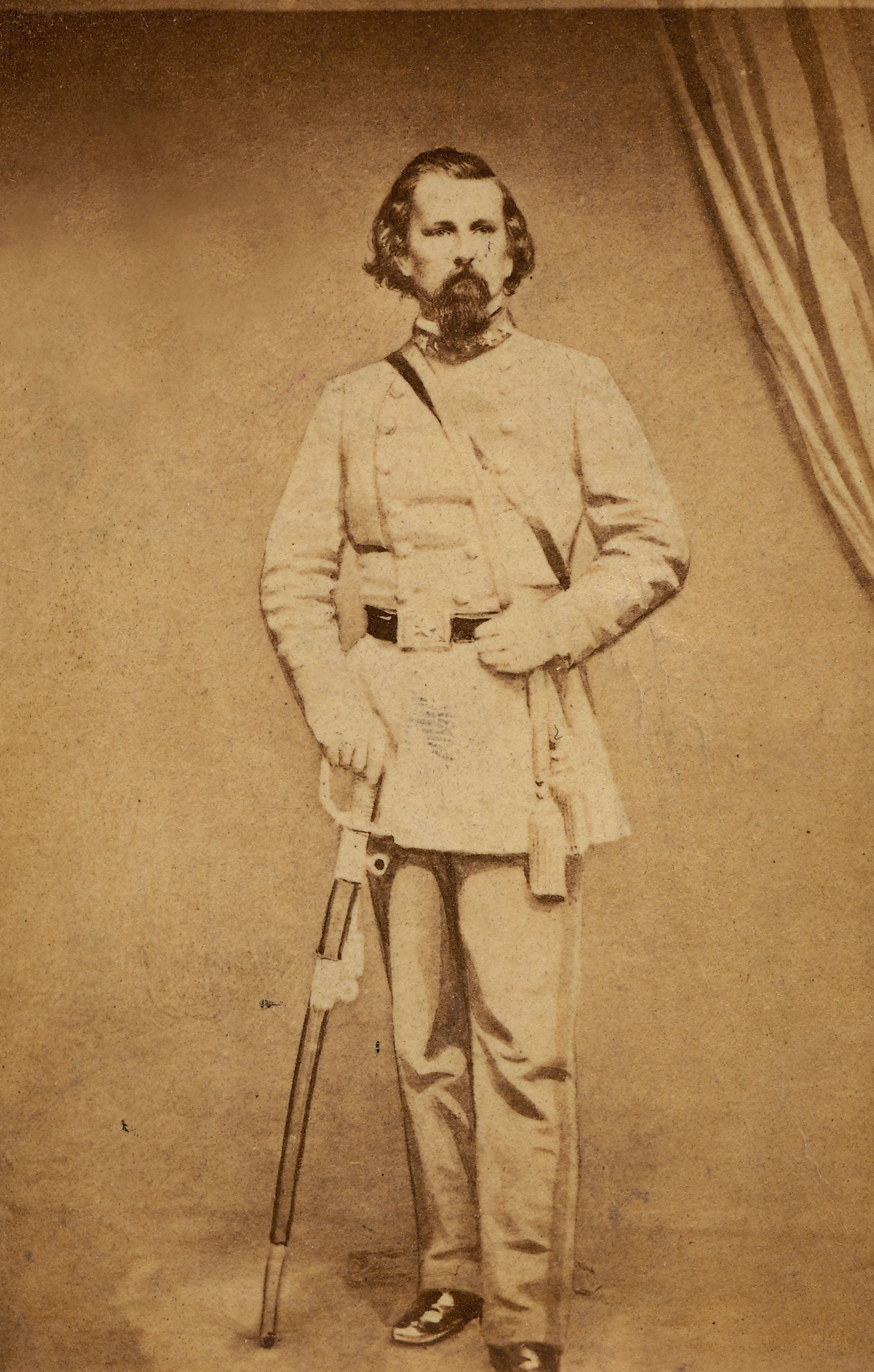
Brigadier-général Lloyd Tilghman, CSA

Les forces fédérales dans l'Ouest pâtissaient quant à elles de l'absence de commandement unifié. Elles étaient réparties en trois départements distincts : le département du Kansas (commandé par le brigadier-général David Hunter), le département du Missouri (major-général Henry Wager Halleck) et le département de l'Ohio (brigadier-général Don Carlos Buell). En janvier 1862, les trois commandants n'avaient toujours pas pu s'accorder sur une stratégie pour mener leurs opérations dans l'Ouest.
Buell, obéissant aux puissantes pressions politiques qui lui demandaient d'envahir et de tenir l'est du Tennessee, fidèle à l'Union, avançait lentement en direction de Nashville. Dans le département commandé par Halleck, Grant fit une démonstration de force en remontant le cours du Tennessee pour détourner l'attention de l'avance de Buell, qui ne se concrétisa pas.
Halleck et les autres généraux du théâtre occidental devaient aussi compter avec les pressions directes du président Lincoln, qui leur demandait de lancer une offensive générale avant le Presidents Day (troisième lundi de février). En dépit de sa prudence naturelle, Halleck réagit donc positivement lorsque Grant lui proposa d'attaquer Fort Henry, espérant que cette initiative lui permettrait de briller par rapport à Buell. Grant et lui étaient par ailleurs inquiets des rumeurs qui annonçaient l'arrivée du général confédéré Pierre Gustave Toutant de Beauregard à la tête d'importants renforts. La rapidité étant de mise, le 30 janvier 1862, Halleck autorisa Grant à prendre Fort Henry.
Grant ne perdit pas de temps et quitta Cairo dans l'Illinois, au confluent du Mississippi et de l'Ohio, le 2 février. Ses troupes d'invasion comptaient 15 à 17 000 hommes, répartis en deux divisions, commandées par les brigadiers-généraux John Alexander McClernand et Charles F. Smith, appuyées par la flottille de l'Ouest, commandée par le flag officer Andrew Hull Foote.
Foote disposait de 4 cuirassés à coque en fer (ironclads : USS Cincinnati, Carondelet, St. Louis et Essex), qu'il commandait lui-même, et de 3 canonnières à coque de bois renforcée (timberclads : USS Conestoga, Tyler et Lexington) commandées par le lieutenant Seth Ledyard Phelps.
Au début du conflit, il n'y avait pas suffisamment de navires affectés au transport de troupes pour réaliser l'opération en une seule fois et deux voyages furent nécessaires pour atteindre le fort.

## Fort Henry
Fort Henry était un terrassement bastionné en forme de pentagone couvrant 4 hectares, sur la rive est du Tennessee, à proximité de Kirkman's Old Landing. Le site se trouvait à 1,5 km au-dessus de Panther Creek et à une dizaine de kilomètres au-dessous de l'embouchure de la Sandy River et de Standing Rock Creek.
En mai 1861, Isham G. Harris, gouverneur du Tennessee, nomma brigadier-général Daniel S. Donelson, alors procureur de l'État. Il lui demanda de faire édifier des fortifications sur les cours d'eau du Tennessee central. Donelson repéra des sites qui pouvaient convenir, mais ils se trouvaient à l'intérieur des frontières du Kentucky, qui était encore neutre à ce moment-là. Remontant vers l'amont à la limite Kentucky-Tennessee, il jeta son dévolu, sur le cours de la Cumberland, sur le site du fort qui allait porter son nom. Le colonel Bushrod Johnson du Tennessee Corps of Engineers donna son accord pour ce site.
Tandis que débutait la construction de ce premier fort, Donelson se porta à une vingtaine de kilomètres à l'ouest, sur le cours du Tennessee et y sélectionna le site de Fort Henry. Fort Donelson se trouvant sur la rive gauche de la Cumberland, il fut décidé de placer Fort Henry sur la rive droite du Tennessee, de manière que les garnisons des deux forts puissent s'assister mutuellement en cas d'attaque. Contrairement à Fort Donelson sur la Cumberland, Fort Henry était situé sur des terres basses et marécageuses, dominées par les collines qui se dressaient de l'autre côté de la rivière. Ses canons avaient par contre un couloir de tir de plus de 3 km vers l'aval. Les géomètres de Donelson (Adna Anderson, un ingénieur civil, et le major William F. Foster du 1st Tennessee Infantry) soulevèrent de nombreuses objections et firent appel au colonel Johnson, qui, inexplicablement, approuva le choix de ce deuxième site.

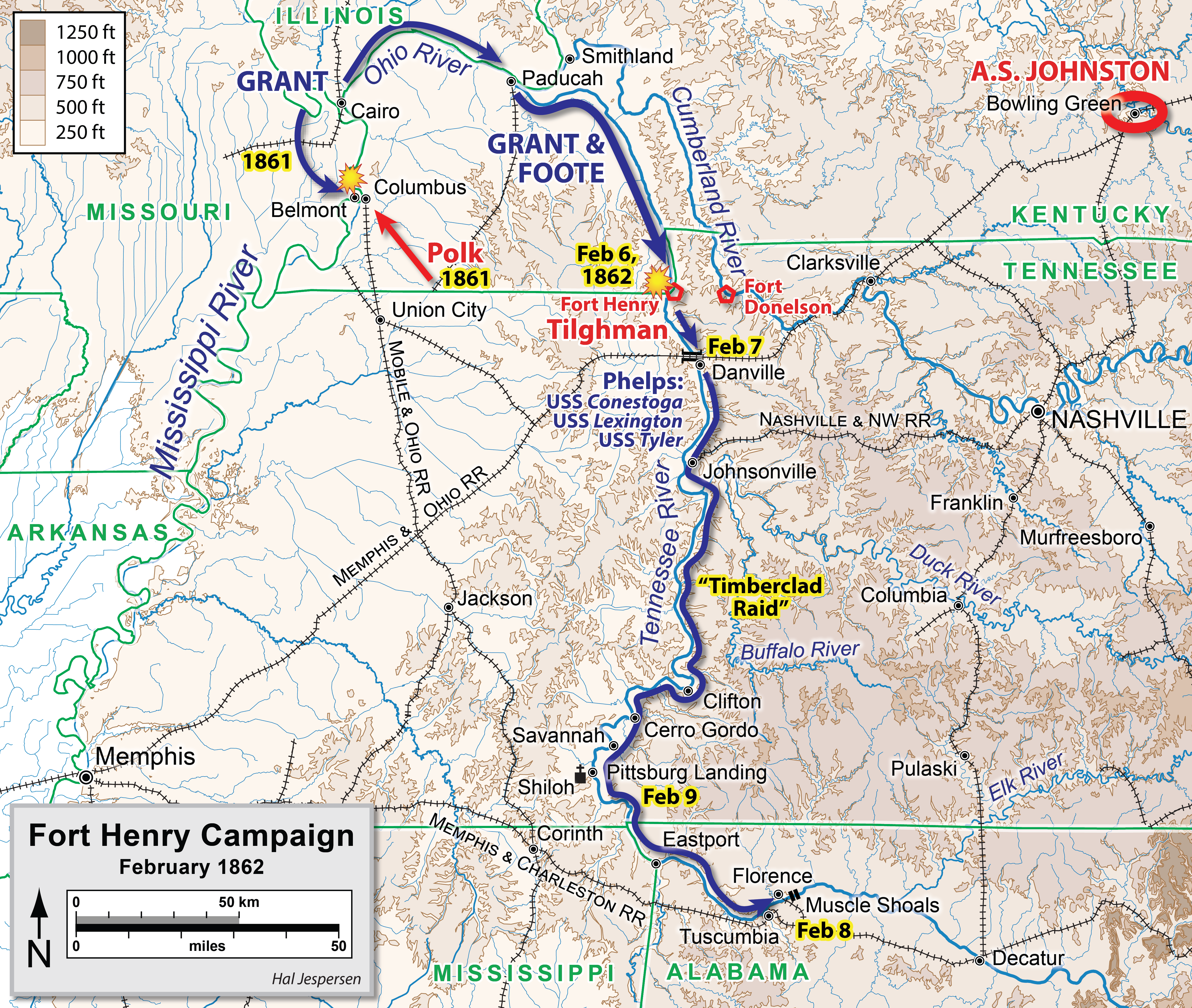
Carte des opérations autour de Fort Henry.

Le fort avait été conçu pour arrêter le trafic fluvial, mais pas pour résister à un assaut conduit par l'infanterie, en tout cas pas de la dimension de ceux qui allaient devenir la règle pendant la guerre de Sécession. La construction débuta en juin 1861, menée par les hommes du 10th Tennessee Infantry et par des esclaves. Les canons furent testés le 12 juillet suivant. Après cette débauche d'activité, Fort Henry ne bougea plus jusqu'à la fin de l'année, car les forts du Mississippi étaient alors prioritaires sur le plan des d'hommes et du matériel. Fin décembre, quelques renforts du 27th Alabama Infantry arrivèrent avec 500 esclaves. Il édifièrent une petite fortification de l'autre côté du fleuve, sur Stewart's Hill, à portée de canon de Fort Henry, et la baptisèrent Fort Heiman.
À peu près au même moment, le brigadier-général Lloyd Tilghman se vit confier le commandement des deux forts (Henry et Donelson). Fort Henry était alors défendu par une garnison de 3 à 4 000 hommes, deux brigades commandées par les colonels Adolphus Heiman et Joseph Drake et armées principalement de fusils à silex datant de la guerre anglo-américaine de 1812,,.
Fort Henry disposait, au moment de la bataille, de 17 canons. 11 d'entre eux couvraient la rivière et les 6 autres étaient positionnés pour le défendre d'une attaque terrestre. Il y avait deux canons lourds, un Columbiad de 250 mm et une pièce de 24 livres à canon rayé, le reste étant des pièces de 32 livres à canons lisses. Quand la rivière avait son niveau normal, les murs du fort s'élevaient à 6 mètres au-dessus. Ils étaient épais de 6 mètres à la base et de 3 mètres au niveau du parapet. Mais en février 1862, de fortes pluies avaient fait monter le niveau et la plus grande partie du fort était sous les eaux, y compris le magasin à poudre,,.
Les Confédérés avaient déployé une autre mesure défensive, qui était alors une première dans l'histoire de la guerre : plusieurs « torpilles » (on les nommerait aujourd'hui mines flottantes) étaient ancrées, sous la surface, dans le chenal de navigation principal, et réglées pour détoner si elles étaient percutées par un navire de passage. La mesure s'avéra inefficace, en raison du niveau élevé des eaux et de l'étanchéité défectueuse de l'enveloppe métallique des torpilles.

## Bataille

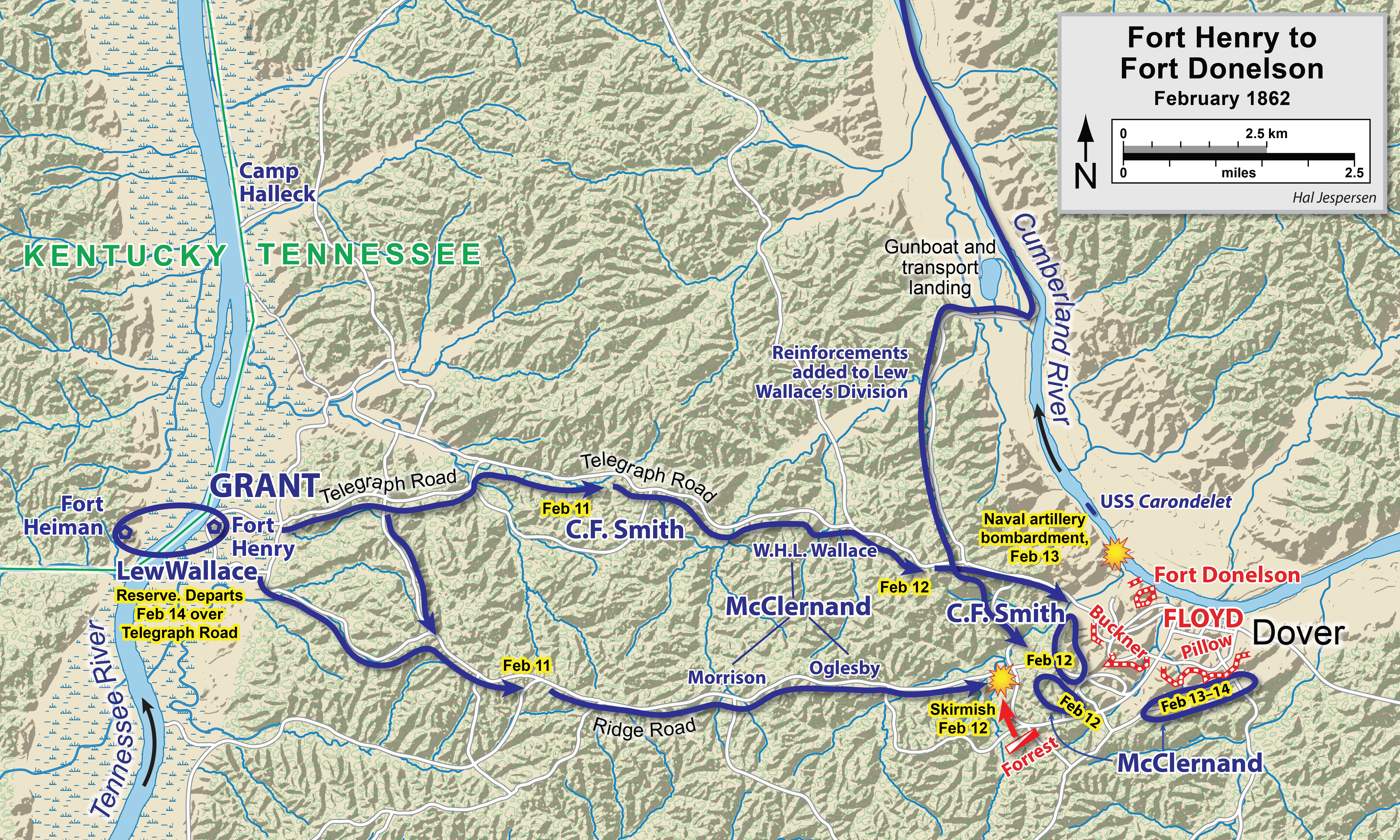
Bataille de Fort Henry et mouvement sur Fort Donelson.

Les 4 et 5 février, Grant débarque ses divisions en deux points différents : McClernand's à 5 km au nord de Fort Henry, sur la rive est du Tennessee, pour empêcher la garnison de s'échapper, et C.F. Smith pour s'emparer de Fort Heiman sur l'autre rive et assurer ainsi la chute de Fort Henry,,,.
Tilghman, le commandant confédéré, réalise rapidement que la chute de Fort Henry n'est qu'une question de temps. Il ne dispose plus que de neuf canons émergés pour organiser sa défense. Laissant l'artillerie sur place pour défendre le fort contre la flotte de l'Union, il escorte le reste de ses hommes en dehors de la zone et les engage à rejoindre Fort Donelson par voie de terre, à une vingtaine de kilomètres à l'est. Fort Heiman est abandonné le 4 février, et la quasi-totalité de la garnison a quitté Fort Henry le 5. La cavalerie de l'Union tente de poursuivre les fuyards, mais l'état des routes rend l'opération difficile et elle ne capture que quelques prisonniers,.
Les 7 canonnières de Foote commencent à bombarder Fort Henry le 6 février. Il s'agit du premier engagement de la flottille de l'Ouest, qui utilise des cuirassés récemment conçus et construits à la hâte. Foote déploie ses 4 cuirassés sur une ligne, suivis par les 3 vaisseaux en bois, chargé d'effectuer des tirs de plus longue portée, mais moins précis, contre le fort. La position anormalement basse de Fort Henry permet à Foote d'échapper en partie au feu des Confédérés, qui ne parvient à atteindre les navires que là où leur blindage, par ailleurs assez mince, est le plus épais. Un seul vaisseau est sérieusement touché, entraînant de nombreuses victimes. Le tir d'une pièce de 32 livres pénètre l'USS Essex et fait exploser sa chaudière, envoyant de la vapeur bouillante dans la moitié du bateau. 32 hommes sont tués ou blessés, y compris le commandant William D. Porter. Le vaisseau restera hors-service pour le reste de la campagne,,.

6 des 7 vaisseaux de la flottille de l'Union
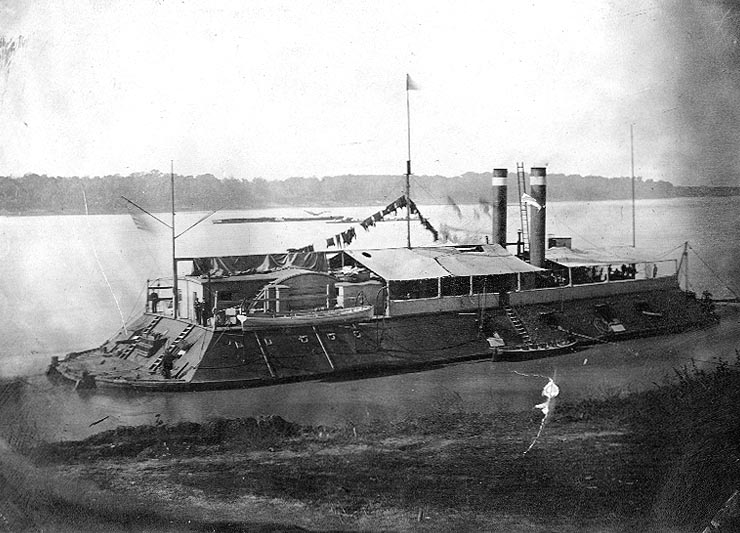
Le Cincinnati (ironclad[note 7])
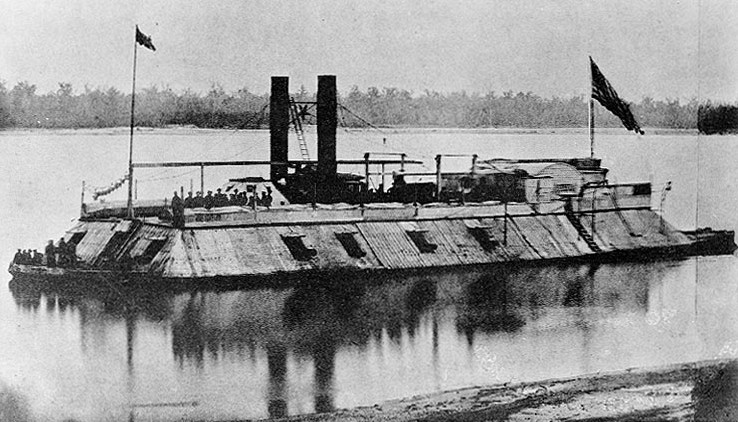
Le Carondelet (ironclad)
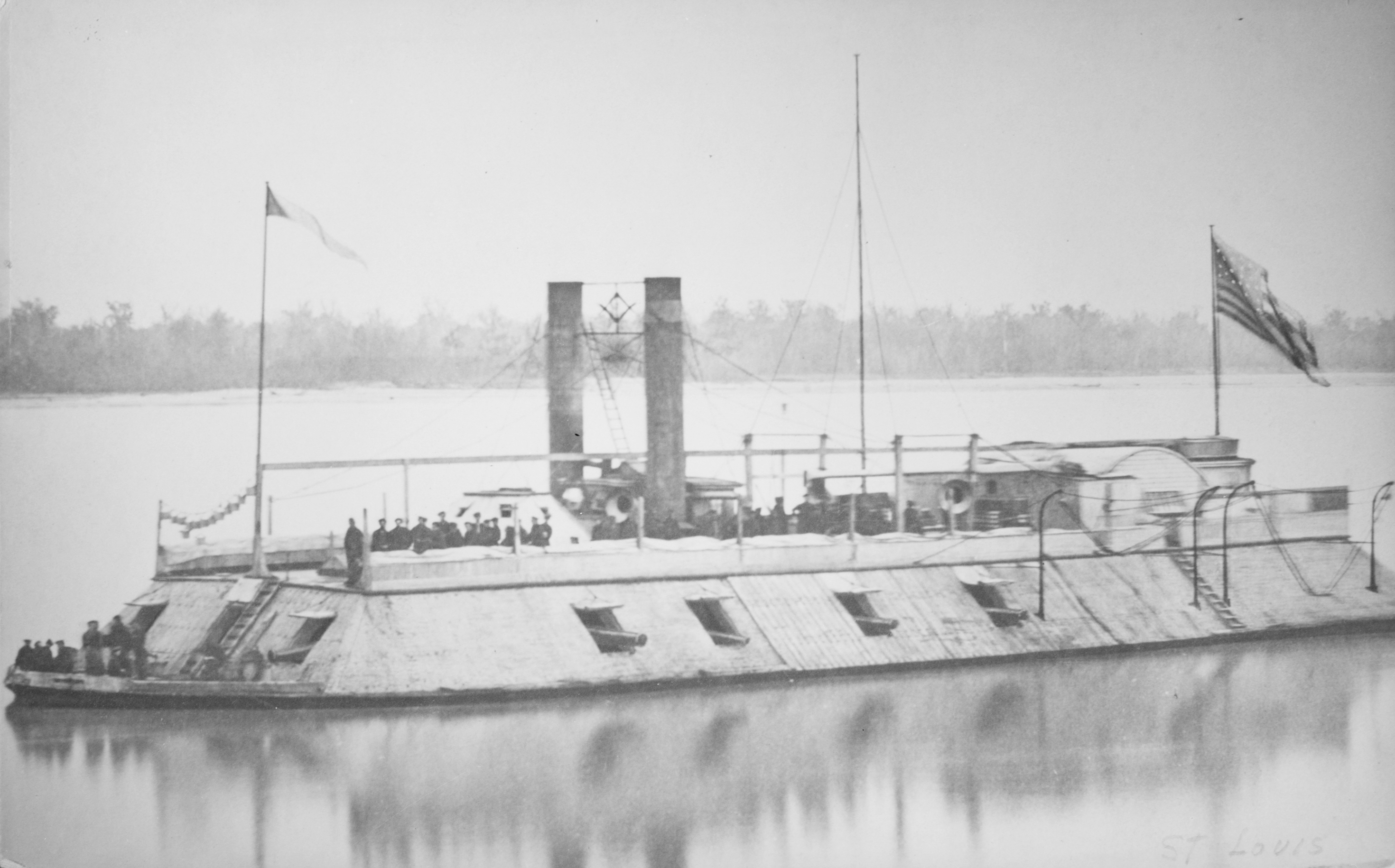
Le Saint Louis (ironclad)
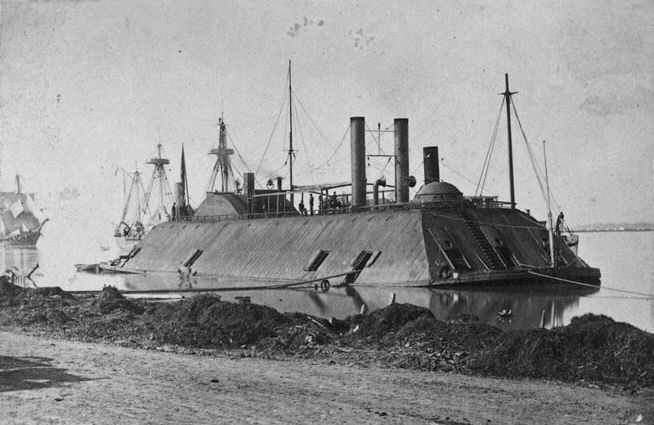
L'Essex (ironclad)
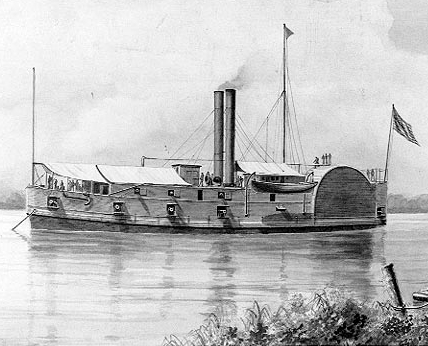
Le Tyler (timberclad[note 7])
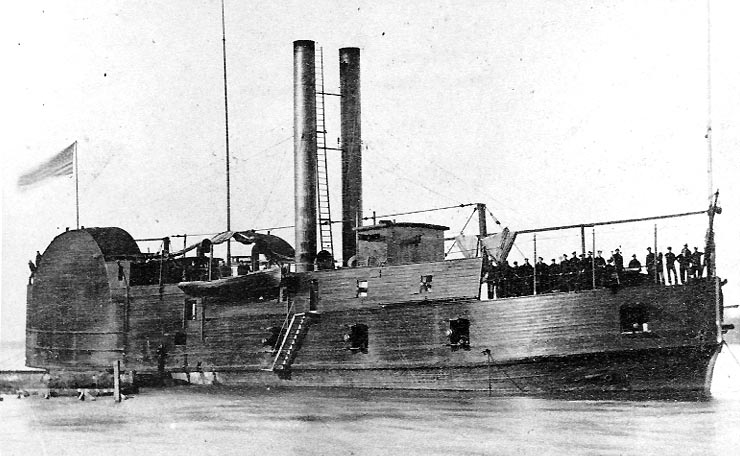
Le Conestoga (timberclad)

## Bilan et raid en amont
Après une heure et quart d'affrontement, Tilghman se rend à la flotte qui s'est portée à moins de 400 mètres. Le fort est tellement inondé qu'un petit bateau, détaché de la flotte, est en mesure de pénétrer par la porte principale, pour embarquer Tilghman et l'emmener à la cérémonie de reddition, sur le USS Cincinnati. 12 officiers et 82 hommes se rendent. Les pertes sont estimées à 15 tués et 20 blessés. Les Confédérés abandonnent toute leur artillerie et leur équipement. Tilghman est emprisonné. Détenu à Boston, au Fort Warren, il sera échangé, le 15 août suivant, contre le brigadier-général John F. Reynolds, capturé à la bataille de Gaines's Mill,,,.
Dans son rapport, Tilghman écrit que Fort Henry se trouvait dans « une situation militaire pitoyable […] dont il n'existe pas d'équivalent dans l'histoire de l'ingénierie militaire. » Grant expédie à Halleck une dépêche laconique : « Fort Henry est à nous. […] Je vais prendre Fort Donelson et le détruire le 8 février, puis je retournerai à Fort Henry. » Halleck télégraphie à Washington : « Fort Henry est à nous. Le drapeau est rétabli sur le sol du Tennessee. Il ne le quittera plus jamais. »
Si Grant avait fait preuve de la même prudence que les autres généraux de l'Union, et qu'il avait retardé son départ de deux jours, la bataille de Fort Henry n'aurait jamais eu lieu : le 8 février, la crue avait totalement recouvert le fort. Le Nord fit de Fort Henry une victoire prestigieuse. Le 7 février, les canonnières Cincinnati, St. Louis, et Essex rentrent à Cairo toutes sirènes hurlantes, en arborant des drapeaux confédérés la tête en bas. Le Chicago Tribune put écrire que « cette bataille est l'une des plus totales et des plus notables des annales mondiales de la guerre. »
La chute de Fort Henry ouvrit la navigation sur le Tennessee aux canonnières et aux transports de l'Union, jusqu'au-delà de la frontière de l'Alabama.
Immédiatement après le combat, Foote confie au lieutenant Phelps le Tyler, le Conestoga, et le Lexington, ses trois timberclads, et lui demande de mener une expédition en amont pour y détruire les installations et les réserves stratégiques. Le raid remonte jusqu'à Muscle Shoals, juste après Florence (Alabama), à la limite de la navigabilité. Les navires de l'Union y détruisent de nombreux objectifs militaires, dont le pont de chemin de fer du Memphis & Ohio Railroad. Ils capturent également des navires confédérés, dont le Sallie Wood, le Muscle, et un cuirassé en construction. Ils regagnent Fort Henry sans encombre le 12 février. Phelps commet malgré tout une erreur au cours de ce raid par ailleurs réussi. Les habitants de Florence lui demandent en effet d'épargner leur ville et le pont de chemin de fer du Memphis and Charleston Railroad. Phelps, sous-estimant l'importance militaire de ce pont, cède à leur requête, alors que la destruction du pont aurait coupé la Confédération en deux,,,.
Le 16 février, Fort Donelson tombe à son tour entre les mains de Grant. La Cumberland et le Tennessee deviennent les principales voies de transport de l'Union sur le théâtre occidental, acheminant hommes et matériels pour l'Union. Comme Grant l'avait anticipé, la prise des forts Henry et Donelson rendit intenable la position des Confédérés à Columbus, qu'ils durent évacuer, ainsi que l'ouest du Kentucky, peu de temps après.